# Knut Fabian Levin
Knut Fabian Levin (Lewin), född 11 februari 1818 i Säter, död 20 oktober 1888 i Stockholm, var en svensk läkare. 
Han var son till Bengt Fabian Levin och Jacobina Magdalena Netzel och gift med Elisabeth Jenny Teresia Levin samt farbror till apotekaren August Gustaf Fabian Lewin. Levin blev student vid Uppsala universitet 1836 och medicine kandidat 1842, medicine licentiat och kirurgie magister 1844 samt medicine doktor 1845. Efter sin utbildning arbetade han som läkare vid Stockholms stads militärkompani från 1844 och var amanuens vid Serafimerlasarettet i Stockholm 1844–1846. Han var fattigläkare i Maria Magdalena församling 1846–1850 och läkare vid Stockholms sjömanshus 1850–1873. Han umgicks i umgängeskretsen kring Josabeth Sjöberg och förekommer flitigt i hennes verk.